# DGUSA Open the United Gate Championship
Il DGUSA Open the United Gate Championship è un titolo di coppia della Dragon Gate USA, federazione di wrestling statunitense.

## Albo d'oro
| Wrestlers                                                                                        | Regni | Data              | Luogo       | Note                                                                        |
| ------------------------------------------------------------------------------------------------ | ----- | ----------------- | ----------- | --------------------------------------------------------------------------- |
| World-1 / Junction Three Masato Yoshino & PAC                                                    | 1     | 30 gennaio 2011   | Union City  | Sconfiggendo Chuck Taylor e Johnny Gargano.                                 |
| Blood Warriors CIMA & Ricochet                                                                   | 1     | 11 settembre 2011 | Milwaukee   | Cima e Ricochet erano già detentori degli Open the Twin Gate Championships. |
| Il 30 marzo 2012, i titoli sono resi vacanti a Miami a causa dell'infortunio di Cima alla testa. |       |                   |             |                                                                             |
| World-1 International Masato Yoshino (2) & Ricochet (2)                                          | 1     | 30 marzo 2012     | Miami Beach | Sconfiggendo Chuck Taylor e Johnny Gargano.                                 |
| Vacante il 21 giugno 2012 quando Yoshino viene costretto a lasciare la Dragon Gate USA.          |       |                   |             |                                                                             |
| AR Fox & CIMA (2)                                                                                | 1     | 29 luglio 2012    | Chicago     | Sconfiggendo Ricochet & Rich Swann per i titoli vacanti.                    |
| The Young Bucks Matt & Nick Jackson                                                              | 1     | 6 aprile 2013     | Secaucus    |                                                                             |